# Witte Berge und Deutener Moore
Koordinaten: 51° 43′ 21″ N, 6° 56′ 58″ O
Das Naturschutzgebiet Witte Berge und Deutener Moore liegt auf dem Gebiet der Stadt Dorsten im Kreis Recklinghausen in Nordrhein-Westfalen. Das Gebiet erstreckt sich nördlich der Kernstadt von Dorsten und nordwestlich des Dorstener Stadtteils Deuten. Unweit nordöstlich des Gebietes verläuft die A 31, südöstlich direkt anschließend erstreckt sich das etwa 683,0 ha große Naturschutzgebiet Bachsystem des Wienbaches (RE-049).

## Bedeutung
Das etwa 87,3 ha große Gebiet wurde im Jahr 1965 unter der Schlüsselnummer RE-005 unter Naturschutz gestellt. Schutzziele sind der Erhalt und die Optimierung eines schutzwürdigen Biotopkomplexes mit außergewöhnlich hoher Standortvielfalt.